# Antagonista (biochimica)

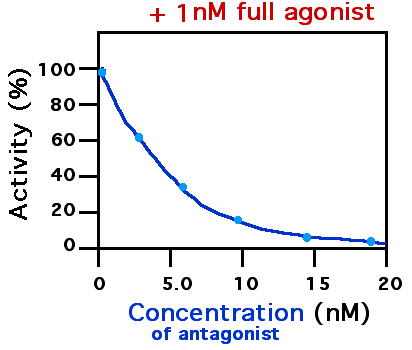
Gli antagonisti bloccheranno il legame di un agonista a una molecola recettore, inibendo il segnale prodotto da un accoppiamento recettore-agonista

Una molecola si definisce antagonista quando, pur legandosi selettivamente a un recettore, non lo attiva, cioè blocca la trasduzione del segnale. Gli antagonisti sono dotati di affinità per il recettore, ma sono privi di efficacia intrinseca, non sono in grado di provocare da soli effetti misurabili. Se un antagonista viene aggiunto a un sistema in cui sono presenti sia l'agonista corrispondente sia il recettore, si nota una diminuzione della risposta rispetto a una situazione analoga in cui ci sia solo l'agonista.

## Tipologie di antagonisti
Esistono due grandi categorie di antagonisti: ortosterici e allosterici.
Gli antagonisti ortosterici (competitivi o sormontabili) si legano al recettore nello stesso sito in cui si lega l'agonista. Nel caso di un antagonista ortosterico, un aumento della concentrazione di agonista può spiazzare l'antagonista e ripristinare l'attività del recettore (es. morfina/naloxone).
Gli antagonisti allosterici (non competitivi o non sormontabili) si legano in un sito del recettore che non è sfruttato dall'agonista e modifica la conformazione del recettore in modo tale da diminuire l'affinità o l'efficacia dell'agonista. L'interferenza di un antagonista nella formazione di un complesso agonista-recettore prende il nome di antagonismo farmacologico.

## Altri antagonismi
Col termine antagonismo ci si riferisce genericamente a un'interazione che porta a perdita di effetto di una sostanza.
L'antagonismo funzionale o fisiologico riguarda sostanze che agiscono su recettori diversi che hanno effetti contrastanti (es: istamina/noradrenalina).
Nell'antagonismo biochimico o farmacocinetico l'antagonista riduce indirettamente la concentrazione di agonista riducendone l'assorbimento (per farmaci e nutrienti) o la sintesi (per composti endogeni) o influenzando processi di distribuzione, metabolismo ed escrezione.
L'antagonismo chimico è quello in cui intercorre una reazione chimica tra agonista e antagonista (ad esempio l'uso di chelanti, come antidoto, nell'avvelenamento da metalli pesanti quali il piombo, essi sono in grado di complessare stabilmente gli ioni e ridurne la tossicità).